# Rivière Bushman
La rivière Bushman (en afrikaans : Boesmansrivier ; en Isizulu : uMtshezi,) est un affluent de la rivière Tugela dans la province du KwaZulu-Natal en Afrique du Sud. 

## Géographie
Elle prend sa source dans la chaîne de Monts Drakensberg, avec son bassin versant supérieur dans la Giant's Castle Game Reserve, au nord de Giant's Castle. Elle alimente le barrage de Wagendrift et passe ensuite par la ville d’Estcourt pour rejoindre la rivière Tugela près de la ville de Weenen.
Ses affluents comprennent la rivière Little Bushman qui rejoint la rivière Bushman à Estcourt, Rensburgspruit, la rivière Mtontwanes et la rivière Mugwenya. Le barrage de Wagendrift, près d’Estcourt, est son principal réservoir. Plusieurs villages ruraux densément peuplés, dont beaucoup sont habités par des Hlubi, se trouvent dans le bassin versant supérieur de la rivière. La rivière est bordée par la rivière Bloukrans au nord et la rivière Mooi au sud.